# Seleucus VI Epiphanes
Seleucus VI (118 - 95 v.Chr.), bijgenaamd Epiphanes Nicator ("verschijning van de god, de zegevierende"), was kortstondig koning van een deel van het hellenistische Seleucidenrijk (Syrië), van 96 tot 95 v.Chr. Zijn residentie was Antiochië.
Sinds 114 v.Chr. was de Seleucidische dynastie verdeeld in twee takken: koning Antiochus VIII Grypus, die tot dan toe alleen had geregeerd, werd in dat jaar geconfronteerd met de opstand van zijn halfbroer Antiochus IX Cyzicenus. De strijd was lang en uitputtend; numismaten hebben vastgesteld dat de hoofdstad Antiochië minstens vijf keer van eigenaar wisselde. Uiteindelijk hielden de partijen elkaar in evenwicht.
Antiochus VIII overleed in 96. Zijn echtgenote, Cleopatra V Selene, trouwde nu met Antiochus IX Cyzicenus, in een poging het rijk te herenigen. Hierbij werden de kinderen van Antiochus VIII gepasseerd, en zij kwamen in opstand. Seleucus VI Epiphanes bezette Antiochië en mag gelden als de eigenlijke opvolger van zijn vader. Zijn broers Demetrius III Eucaerus en Philippus I Philadelphus, geholpen door Ptolemaeus IX Lathyrus bezetten Damascus en Beroea (het huidige Aleppo), waarmee ze een einde hoopten te maken aan de heerschappij van Antiochus IX Cyzicenus.
Deze werd uiteindelijk verslagen door de troepen van Seleucus VI, maar deze slaagde er niet in het rijk te verenigen, aangezien Antiochus IX werd opgevolgd door zijn zoon Antiochus X Eusebes. Deze wist een troepenmacht op te bouwen en joeg de moordenaar van zijn vader naar het noorden, naar Cilicië, waar Seleucus zijn toevlucht nam in Mopsuestia. Hier werd hij belegerd en - toen de stad werd ingenomen - gedood. (Volgens Appianus van Alexandrië kwam hij om in het in brand gestoken gymnasium.)
Zijn broer Antiochus XI Epiphanes slaagde er korte tijd in Antiochië te bezetten, maar hield zich niet staande tegenover Antiochus X. Het rijk was vanaf nu verdeeld tussen Antiochus X Eusebes (Antiochië), Demetrius III Eucaerus (Damascus) en Philippus I Philadelphus (Beroea).

## Secundaire literatuur
- O. Hoover, 'Revised Chronology for the Late Seleucids at Antioch (121/0-64 BC)' in: Historia 65/3 (2007) 280-301